# Promagistrat
Ein Promagistrat (von lateinisch pro magistratu ‚anstelle eines Magistrates‘) war ein Amtsinhaber, der mit der Autorität und Handlungsfähigkeit, dem imperium, eines Magistrats agierte, ohne selbst ein Amt innezuhaben.

## Entwicklung in der römischen Republik
Die Funktion des Promagistraten geht auf die Römische Republik zurück. Eingeführt wurde sie um Rom mit Statthaltern für die Provinzen zu versorgen. Dadurch wollte man sich des Problems entledigen, dass die Ämter der Magistraten kalenderjährlich automatisch erloschen und damit Handlungsunfähigkeit einsetze. Auch sollten Kriegsmaßnahmen unabhängig davon werden, dass der abzulösende Befehlshaber im Feld am Einsatzort noch nicht angekommen war. Das Amt entstand somit ursprünglich aus militärischen Erwägungen, bevor es sich später zu einem politischen Werkzeug wandelte. Promagistrate wurden anfänglich durch Volksbeschluss, aber auf Initiative des römischen Senats im Rahmen eines senatus consultum bestimmt (Prorogation). Wie alle Beschlüsse des Senats konnten diese von der Volksversammlung verworfen werden, wie das Beispiel der Ersetzung von Quintus Caecilius Metellus Numidicus durch Gaius Marius im Jugurthinischen Krieg zeigt.
Ein Promagistrat war üblicherweise Proquästor, Proprätor oder Prokonsul und handelte als Stellvertreter eines Quästors, Prätors oder Konsuls.  Er hatte die gleiche Autorität wie der amtsführende Magistrat, wurde von der gleichen Anzahl Liktoren begleitet, und übte seine Amtsgewalt im Allgemeinen innerhalb seiner Provinz aus. Üblicherweise, auch wenn es nicht verpflichtend war, hatten Promagistrate das Amt, das sie stellvertretend in ihrer Provinz wahrnahmen, zuvor bereits in Rom innegehabt. Da die Ausübung hoher Staatsämter in Rom nicht entlohnt wurde, sondern deren Inhabern sogar hohe Kosten verursachte – etwa durch Wahlkämpfe, die Ausrichtung von Zirkusspielen oder die Errichtung öffentlicher Bauten – war es allgemein akzeptiert, dass sie sich als Promagistrate durch die Eintreibung von Steuern und Abgaben von der Provinzbevölkerung finanziell schadlos hielten.
Als Pompeius die prokonsularische Gewalt erhielt, um gegen Quintus Sertorius zu kämpfen, machte der Senat deutlich, dass er nicht tatsächlich zum Promagistrat ernannt worden war, also nicht um anstelle eines Konsuls (pro consule), sondern namens der Konsuln (pro consulibus) zu handeln.

## Spätere Entwicklungen
Aufgrund der fast grenzenlosen Macht hochrangiger Promagistrate bezeichnet man heute hochrangige Beamte als Prokonsuln, die ein Territorium ohne Rücksicht auf lokale politische Institutionen regieren, also nicht gewählt sind und die lokalen Stellen verdrängen. Eines der prominentesten Beispiele dafür ist Douglas MacArthur, dem nach dem Zweiten Weltkrieg enorme Macht gegeben wurde, um in Japan Reformen durchzuführen und die Wiederherstellung des Landes in die Wege zu leiten. Er wurde gelegentlich als der amerikanische Prokonsul von Japan bezeichnet.